# Guastalla

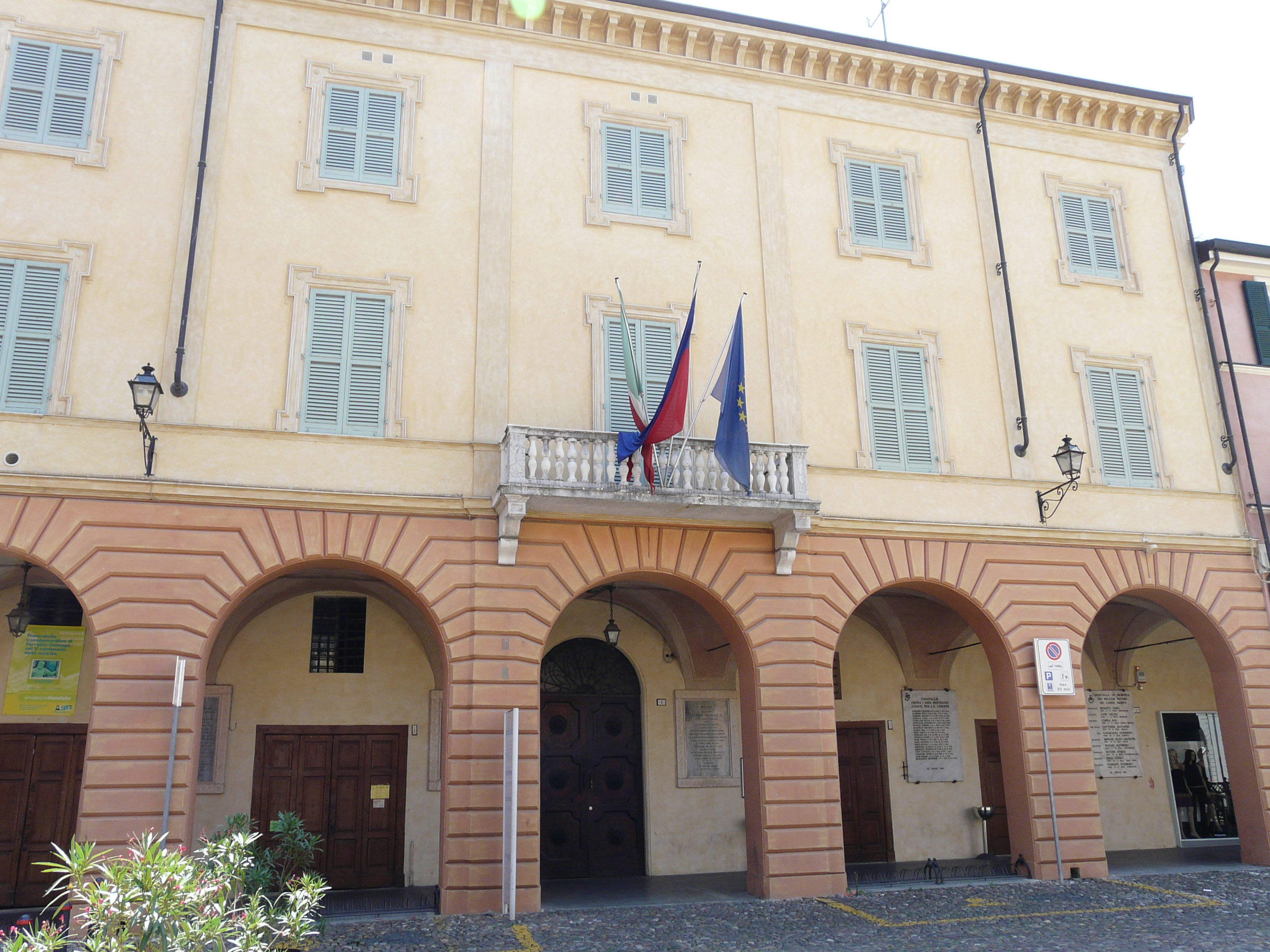
Municipio de Guastalla.

Guastalla (en italiano: Guastalla) es un municipio (comune) situado en el territorio de la provincia de Reggio Emilia, en Emilia-Romaña, Italia.

## Geografía
Guastalla es el capital de la Baja Reggiana, situada en la Llanura Padana, poco distante de la margen diestra del río Po, a unos 30 km de las ciudades de Reggio Emilia, Parma y Mantova. El territorio municipal colinda a noroeste con la Lombardía (provincia de Mantua) y es delimitado al oeste por el torrente Crostolo.

## Escudo
Troncato, nel 1° di azzurro, nel 2° di rosso, caricato di un leone d'oro rampante e lo stemma cimato da una corona ducale.
Descrizione araldica dello stemma

El escudo del municipio de Guastalla está constituido por un escudo de armas truncado de azul y de rojo, en el cual se representa un león dorado rampante, a todo esto se suma en la parte superior una corona propia de un ducado (Guastalla fue capital de un ducado desde 1621 hasta el siglo XIX).

## Historia
Durante la guerra de los Nueve Años, la ciudad en poder de Carlos III de Gonzaga-Nevers, aliado francés, fue ocupada en 1689 por las tropas españolas provenientes del Ducado de Milán, procediendo a la destrucción de su fortaleza y murallas.
Ducado soberano italiano perteneciente a la familia Gonzaga, a comienzos del siglo XVIII. Tras la guerra de sucesión al trono de España, Guastalla quedó bajo la influencia de los Habsburgo y posteriormente en 1748 fue incorporado por los Duques de Parma.
María Luisa de Austria, segunda esposa de Napoleón Bonaparte, utilizó este título tras el exilio de su marido en Santa Helena.
Si bien la sucesión del mismo volvió a los Borbón-Parma, tanto los emperadores de Austria como los descendientes de Vespasiano Gonzaga, Conde de Paredes de Nava y Virrey de Nápoles, siguieron denominándose duques titulares de Guastalla. En la actualidad, el antiguo ducado forma parte de la República de Italia.

## Demografía
| Gráfica de evolución demográfica de Guastalla entre 1861 y 2001 |
|                                                                 |
| Fuente ISTAT - elaboración gráfica de Wikipedia                 |